# جائزة البرازيل الكبرى 2011
جائزة البرازيل الكبرى 2011 (بالإنجليزية: 2011 Brazilian Grand Prix)‏ هو سباق فورمولا 1 أقيم بتاريخ 27 نوفمبر 2011 في حلبة جوزيه كارلوس بيس للسيارات، البرازيل. كان التاسع عشر من أصل 19 في بطولة العالم لسباقات الفورمولا واحد موسم 2011. حلّ الأسترالي مارك ويبر أولا بينما جاء الألماني سباستيان فيتل في المركز الثاني وحصل على المركز الثالث البريطاني جنسن باتون.